# Жабно (гмина)
Жабно (пол. Żabno) — городско-сельская гмина (волость) в Польше, входит как административная единица в Тарнувский повет, Малопольское воеводство. Население — 18 877 человек (на 2004 год).

## Демография
| Перепись                       | Всего   | Всего | Женщины | Женщины | Мужчины | Мужчины |
| ------------------------------ | ------- | ----- | ------- | ------- | ------- | ------- |
| Единицы                        | человек | %     | человек | %       | человек | %       |
| Население                      | 18 877  | 100   | 9659    | 51,2    | 9218    | 48,8    |
| Плотность населения (чел./км²) | 180,1   | 180,1 | 92,1    | 92,1    | 87,9    | 87,9    |

## Сельские округа
1. Бобровники-Вельке
2. Хоронжец
3. Чижув
4. Фюк
5. Горушув
6. Гожице
7. Ильковице
8. Яниковице
9. Клыж
10. Ленг-Тарновски
11. Нецеча
12. Недомице
13. Одпорышув
14. Отфинув
15. Пасека-Отфиновска
16. Першице
17. Подлесе-Дембове
18. Седлишовице
19. Серадза

## Поселения
1. Калюга
2. Можихна
3. Пяски
4. Выхылювка
5. Загроды

## Соседние гмины
1. Гмина Домброва-Тарновска
2. Гмина Грембошув
3. Гмина Лися-Гура
4. Гмина Олесно
5. Гмина Радлув
6. Тарнув
7. Гмина Вежхославице
8. Гмина Ветшиховице